# فرانتیشکوف ناد پلووتشنیتسی
فرانتیشکوف ناد پلووتشنیتسی (به چکی: Františkov nad Ploučnicí) یک منطقهٔ مسکونی در جمهوری چک است که در ناحیه دیتشین واقع شده‌است. فرانتیشکوف ناد پلووتشنیتسی ۵٫۳۶ کیلومتر مربع مساحت و ۳۹۲ نفر جمعیت دارد.